# أوركسترا القاهرة السمفوني

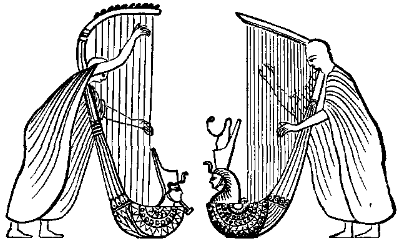

أُنشأ أوركسترا القاهرة السمفوني في عام 1959 تحت قيادة المايسترو النمساوي فرانتس ليتشاور، ثم تولى بعده قيادة الأوركسترا المايسترو أحمد عبيد والمايسترو يوسف السيسي.
قام أوركسترا القاهرة السمفوني بدور فعال في إثراء الحياة الثقافية الموسيقية في مصر بتقديم حفلاته في دار الأوبرا المصرية القديمة وكانت نشاطاته تتضمن تقديم حفلات سمفونية ومصاحبة فرق الأوبرا والباليه.
وبعد افتتاح دار الأوبرا المصرية الجديدة في العاشر من أكتوبر 1988، بعد غياب دام سبعة عشر عاماً، منذ احتراق دار الأوبرا القديمة عام 1971 انتقل الأوركسترا إلى دار أوبرا القاهرة الجديدة تحت قيادة المايسترو أحمد الصعيدي.
وقد قاد الأوركسترا مشاهير الموسيقيين العالميين مثل آرام خاتشاتوريان، أحمد عدنان سايجون، يهودي مينوهين، جينادي رودستفنسكي، يانوش كوكلا، باتريك فورنيلييه، أشرف بنيامين وغيرهم. وشارك في حفلاته العديد من مشاهير الصوليست العالميين مثل رودولف بوخبندر، جورج ديموس، رمزي يسي، أندريه نافارا، ميستيلاف روستويوفيتش، فيكتوريا بوسينيكوفا وغيرهم.

## وصلات خارجية
- الموقع الرسمي
- أوركسترا القاهرة السمفوني على موقع IMDb (الإنجليزية)
- أوركسترا القاهرة السمفوني على موقع ميوزك برينز (الإنجليزية)
- أوركسترا القاهرة السمفوني على موقع ديسكوغز (الإنجليزية)